# Rainer Fetting

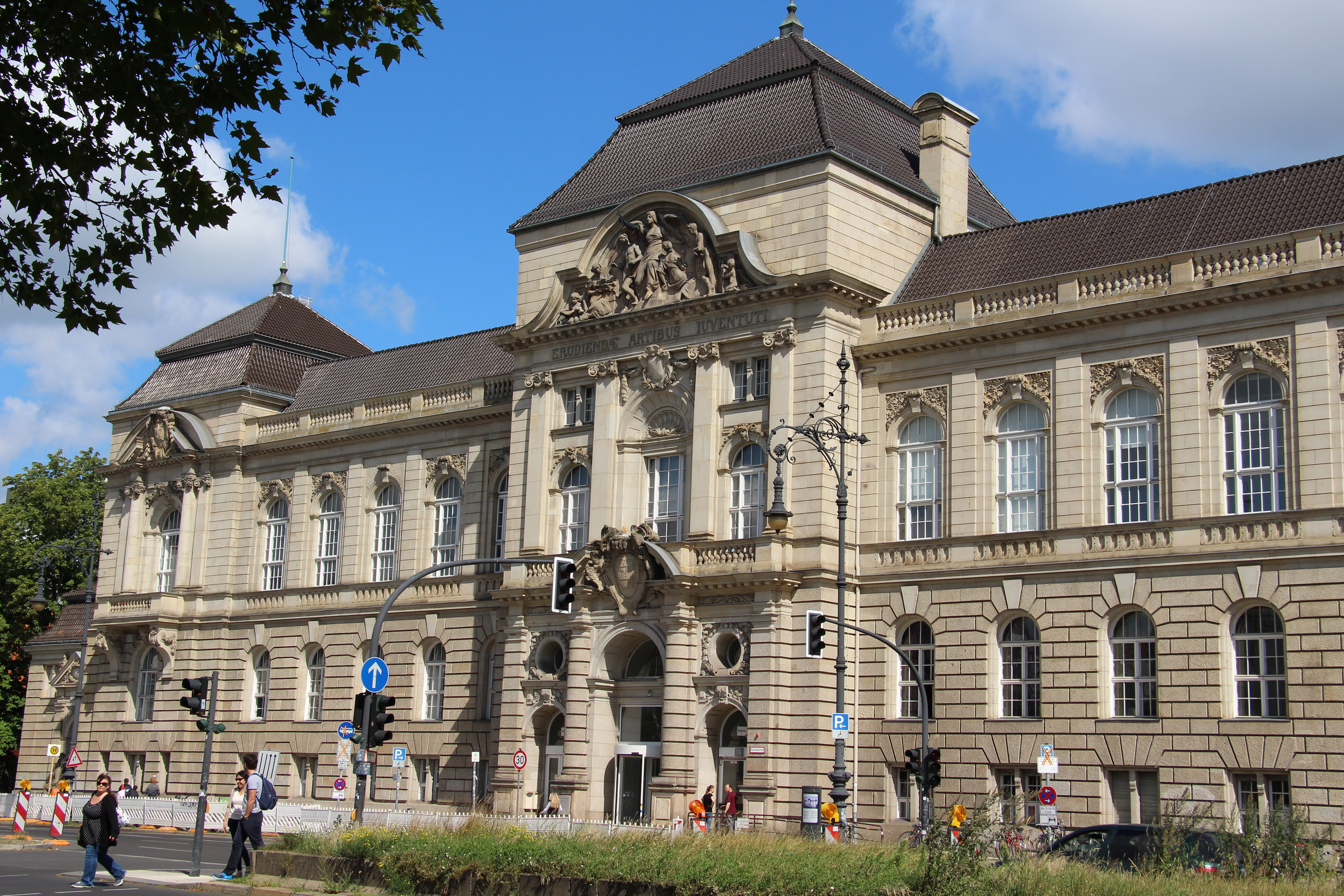
Konsthögskolan i Berlin där Fetting studerade.

Rainer Fetting, född 31 december 1949 i Wilhelmshaven, Tyskland, är en tysk målare och skulptör. Han är mest känd som målare och har observerat den tidigare västtyske förbundskanslern Willy Brandt under många år. Åren 1972–1978 studerade han vid högskolan för konst i Berlin och fick 1978 ett stipendium för att kunna arbeta i New York. 1989 fick han det tyska metallarbetarförbundets konstpris. Han utförde den tre meter höga skulpturen av Brandt 1996 i Willy-Brandt-Haus, Berlin, som visas i det högra fotot i bildgalleriet nedan. 

## Willy Brandt
Fetting har i sitt skulptör utövande bland annat gestaltat offentliga statyer av Willy Brandt, vilket är några av hans mest berömda konstverk. 
| Vänstra bilden: Staty av Brandt avtäckt år 2007 i Willy Brandts park i Hammarbyhöjden, Stockholm. Högra bilden: Tre meter hög staty av Brandt i Willy-Brandt-Haus, Berlin. |  | Vänstra bilden: Staty av Brandt avtäckt år 2007 i Willy Brandts park i Hammarbyhöjden, Stockholm. Högra bilden: Tre meter hög staty av Brandt i Willy-Brandt-Haus, Berlin. |
| Vänstra bilden: Staty av Brandt avtäckt år 2007 i Willy Brandts park i Hammarbyhöjden, Stockholm. Högra bilden: Tre meter hög staty av Brandt i Willy-Brandt-Haus, Berlin. |  | |